# Académie estonienne des sciences
L'Académie estonienne des Sciences (estonien : Eesti Teaduste Akadeemia) est l’académie nationale des sciences d'Estonie fondée en 1938.

## Objectifs
Comme les autres académies nationales, elle est constituée d'un groupe de scientifiques éminents dont l'objectif affiché est de promouvoir la recherche et développement, d'encourager la coopération scientifique internationale et de disséminer la connaissance auprès du public.

## Membres
En juillet 2012, elle a 71 membres estoniens et 16 membres étrangers.  
Depuis 2004, le président de l'Académie est Richard Villems (et), un biologiste de Université de Tartu.

## Localisation
Le bâtiment principal de l'Académie estonienne des Sciences est situé au 6, rue Kohtu à Tallinn. Le bâtiment appelé Ungern-Sternberg a été construit en 1865–1868 selon les plans de l'architecte Martin Gropius